# روح‌الله بازقندی
روح‌الله بازقندی رئیس پیشین اداره ضدجاسوسی سازمان اطلاعات سپاه پاسداران است. خرداد ۱۴۰۲، وزارت خزانه‌داری ایالات متحده او را در ارتباط با تروریسم برون‌مرزی سپاه تحریم کرد. به ادعای این وزارتخانه، او در برنامه‌ریزی و نظارت بر عملیات سپاه در عراق و سوریه و همچنین عملیات علیه اتباع اسرائیل نقش داشته است.
در اکتبر سال ۲۰۲۴، وی به همراه شش عامل دیگر ایرانی به عنوان بخشی از نقشه ادعا شده برای کشتن روزنامه‌نگار ایرانی مستقر در نیویورک، مسیحی علی نجاد و دونالد ترامپ متهم شد.
روحالله بازقندی جایگزین مهدی سیدی «طاها» شد به عنوان معاون ضدجاسوسی و جانشین حسین طائب

## تاریخ نظامی
روح‌الله بازقندی نفر شماره ۲ سازمان اطلاعات سپاه بعد از حسین طائب، رئیس سابق سازمان اطلاعات است. شبکه تلویزیونی ایران اینترنشنال اعلام کرده که بازقندی، معاون ضد جاسوسی سپاه و مسئول عملیات ترورهای شکست خورده در استانبول بوده و این شکست‌ها دلیل برکناری حسین طائب از سمتش بوده است. این عملیات برای ترور یوسف لوی سیفری، کنسول پیشین اسرائیل و ۳ زن توریست اسرائیلی بوده است.
کیفرخواست در علیه روح‌الله بازقندی به عنوان ترور ضد مسیح علی‌نژاد در روز سه‌شنبه، ۲۲ اکتبر صادر شد ولی سعی ترور موافق نشد. عملیات تروریستی نافرجام دیگر در کشور امارات متحده عربی.
به دلیل بازداشت ظالمانه شهروندان آمریکا، وی تحریم‌ها در علیه بازقندی گذشتان به اضافه محمد مهدی سیاری و محمد حسن محققی.